# Хасан Адемов
Хасан Ахмед Адемов е български политик, народен представител от парламентарната група на ДПС в XXXVIII, XXXIX, XL, XLI, XLII, XLIII, XLIV, XLV, XLVI и XLVII народно събрание  и министър на труда и социалната политика (2013 – 14).

## Биография
Хасан Адемов е роден на 24 януари 1953 година в град Исперих, България. През 1979 година завършва Медицинския университет във Варна и специализира анестезиология и реанимация.
На местните избори през 2011 година, той е издигнат от листата на ДПС като кандидат за кмет на Разград. Класира се на трето място, след Денчо Бояджиев (ИК, подкрепен от БСП) и Валентин Василев (от ГЕРБ), като получава 6069 гласа (25,83 %).
По време на епидемията от Коронавирусна болест 2019, той е първият български депутат с доказана положителна проба.

## Парламентарна дейност
Внесени законопроекти:
- законопроект за допълнение на Наказателния кодекс
- законопроект за изменение и допълнение на Закона за семейни помощи за деца